# Pierre Maillard (réalisateur)
Pour les articles homonymes, voir Pierre Maillard et Maillard.
Pierre Maillard est un réalisateur, scénariste, acteur, producteur de cinéma et journaliste suisse, né en 1954 à Genève.

## Biographie
Après un bac de philo et des études de lettres, Pierre Maillard entreprend une formation dans le graphisme et les arts de la scène à Genève et à Londres. De 1972 à 1978, il participe à différentes troupes théâtrales en tant qu'acteur et metteur en scène en Suisse et en Angleterre. Une pratique qui le mènera à s’intéresser au réalisateur japonais Yasujiro Ozu. Il en traduira la biographie, écrite par Donald Richie, en 1980.
En 1984, il réalise son premier long-métrage de fiction, Campo Europa. L’histoire d’une jeune femme à la recherche d'un homme disparu sur une côte isolée d'Italie. Ce film à petit budget, tourné en autodidacte, sera nommé aux César 1985 dans la catégorie Meilleur film francophone et récompensé du Prix de la meilleure photographie au festival international du film de Locarno.
Il fonde la société de production Zoo films, avant d’être engagé à la Télévision suisse romande pour laquelle il réalise des reportages et des émissions culturelles (VIVA et Tickets de Première) de 1987 à 1989. Il participe à la réalisation de nombreux portraits parmi lesquels celui d’Umberto Eco, de Jim Jarmush, de Béla Tarr, de Terence Davies, de Raùl Ruiz, de Jean-Marie Straub, de Danièle Huillet et de Giuseppe De Santis.
Pendant cette période, il travaille comme rédacteur-concepteur auprès d'agences publicitaires. Il devient le rédacteur en chef du magazine d'horlogerie Europa Star en 1993.
Son deuxième long-métrage, Poisons, sort en 1987. L’histoire de trois frères qui séquestrent un vieux peintre au fond d'une propriété à l'abandon essayant par tous les moyens de lui faire reprendre ses pinceaux. Il sera récompensé à Locarno (prix d'interprétation pour Roland Dubillard et Léopard de bronze de la Jeunesse), ainsi que dans de nombreux festivals internationaux. Une visibilité qu’il mettra à profit durant les années 1990 pour réaliser les films 7 fugitifs (1993) et Chronique (1997).
En 2001, il tourne Potlatch avec des élèves de l'ESAD de Genève. Ce long-métrage, récompensé par le prix TV5 du Meilleur Film, lancera la carrière de plusieurs talentueux acteurs suisses. Notamment Julien George, consacré cette année meilleure acteur au Prix du cinéma suisse et Anne-Schlomit Deonna nommée aux « Shooting Stars » du Festival de Berlin. Avec Valentin Rossier, le réalisateur nouera une relation forte, faisant de lui son comédien fétiche. Il apparaîtra dans nombre de ses productions.
Pierre Maillard se penche au début des années 2000 sur l’œuvre de l’écrivain américain Don Delillo. Il acquiert les droits de son livre Body Art, qu’il cherchera à adapter. Face aux contraintes imposées par l’industrie cinématographique américaine, il transformera le projet. Naîtra en 2004 Un homme sans histoire, récit d’un cinéaste en quête de sujet faisant face au deuil de son projet.
Il tourne des clips, notamment celui du morceau Double peine de Bertrand Burgalat.

### Virage vers le documentaire
S’ouvre alors une période où il délaisse la fiction à la faveur du documentaire. Alain Tanner, Pas comme si, comme ça, biopic du grand cinéaste suisse de la Nouvelle Vague sort en 2007, puis Le paysage intérieur (2010) qui suit la réalisation du Rolex Learning Center de l’EPFL à Lausanne, Œuvre architecturale monumentale et novatrice dessinée par le cabinet japonais SANAA.
Avec la HEAD, où il entre comme professeur de cinéma en 2010, il dirige le projet La Faute à Rousseau. 55 courts-métrages tournés par les élèves de cette école et à travers le monde pour célébrer la philosophie du célèbre penseur genevois, à l’occasion de son 300e anniversaire en 2012.
La même année, il parcourt en voiture et à pied le sud de l’Italie et l’Albanie à la recherche d’un arbre majestueux qui sera au centre de son 7e long-métrage de fiction. De l’autre côté de la mer (2016), récit d’un ancien photographe de guerre qui tente de chasser ses fantômes en ne photographiant plus que des arbres. Il découvre une jeune fille traquée par sa famille qu’il aidera à fuir d’un pays en ruine. Fable erratique et onirique évoquant la crise migratoire.
Pierre Maillard est marié et père de deux enfants.

## Filmographie partielle
Sauf indication contraire, les informations mentionnées dans cette section peuvent être confirmées par la base de données cinématographiques IMDb,  présente dans la section « Liens externes ».

### Comme réalisateur
- 1984 : Campo Europa
- 1987 : Poisons
- 1988 : Censures
- 1989 : Les grandes manœuvres du bonheur
- 1990 : Architecture, l'exception quotidienne (documentaire)
- 1993 : Sept fugitifs
- 1997 : Chronique
- 2001 : Potlatch
- 2004 : Un homme sans histoire
- 2007 : Alain Tanner, pas comme si, comme ça (documentaire)
- 2010 : Le paysage intérieur (documentaire)
- 2015 : De l'autre côté de la mer

### Comme scénariste
- 1997 : Chronique
- 2001 : Potlatch
- 2004 : Un homme sans histoire
- 2007 : Alain Tanner, pas comme si, comme ça (documentaire)
- 2010 : Le paysage intérieur (documentaire)
- 2015 : De l'autre côté de la mer

### Comme producteur
- 1984 : Campo Europa
- 1993 : Sept fugitifs
- 1997 : Chronique
- 2001 : Potlatch
- 2004 : Un homme sans histoire
- 2015 : De l'autre côté de la mer

### Comme acteur
- 1999 : Jonas et Lila, à demain d'Alain Tanner
- 2004 : Un homme sans histoire
- 2010 : Un autre été de Véronique Goël
- 2013 : L'amour est un crime parfait d'Arnaud et Jean-Marie Larrieu